# Западная группа говоров южнорусского наречия
За́падная гру́ппа го́воров южнору́сского наре́чия (также смоленские говоры) — южнорусские говоры, распространённые в западной части Смоленской области, центральной части Брянской области и южной части Псковской области. В некоторых работах по русской диалектологии говоры данной группы также называется смоленскими. Говоры Западной группы являются единственными из русских говоров, которые граничат с ареалом белорусского языка, они отличаются рядом общих диалектных черт с соседними северо-восточными белорусскими говорами. Некоторыми исследователями они относятся к белорусскому языку. 
Смоленские говоры сформировались на территории, на которой в XIII—XVI веках был распространён смоленско-полоцкий диалект древнерусского языка. Основные диалектные черты говоров Западной группы складывались в феодальный период в условиях разобщённости русских земель в границах Смоленского княжества, позднее — Смоленской земли и Смоленского воеводства в составе Великого княжества Литовского.
Вместе с говорами Верхне-Днепровской и Верхне-Деснинской групп говоры Западной группы являются частью общности западных южнорусских говоров. Эти говоры размещаются в западных частях ареалов южнорусского наречия, южной и юго-западной диалектных зон, а также в южной части ареала западной диалектной зоны — соответственно в характеристику западных южнорусских говоров включаются все диалектные черты южного наречия, южной, юго-западной и западной диалектных зон. Говоры Западной группы, как и остальные западные южнорусские говоры, близки говорам Курско-Орловской группы южнорусского наречия и среднерусским говорам Псковской группы по наличию ряда общих черт (из числа диалектных явлений западной и юго-западной диалектных зон). В то же время Западная группа противопоставляется Рязанской группе, для которой характерны диалектные черты восточного ареала, прежде всего юго-восточной диалектной зоны, неизвестные западным южнорусским говорам.
К основным диалектным особенностям говоров Западной группы относят: распространение диссимилятивного яканья жиздринского типа; случаи лабиализации гласных /о/ и /а/ во втором предударном слоге (б[у]лтуно́в, п[у]боле́л, пр[у]вали́лс’а); различение двух твёрдых аффрикат ч и ц; морфологически и лексически ограниченные случаи чередования [л]/[ў] в соответствии с фонемой /л/ (да[л]а́ — да[ў], во[ў]к); наличие форм именительного падежа множественного числа существительных с окончанием -и (-ы) под ударением (город[ы́], брат[ы́], лес[ы́]); наличие форм именительного падежа единственного числа прилагательных мужского рода с окончаниями -ый, -ей без смягчения согласного основы (молод[ы́й], молод[э́й]), а также после заднеязычных согласных со смягчением или без смягчения основы (пло[хэ́]й, пло[хе́]й, реже пло[хы́]й); употребление словоформы указательного местоимения тэй; наличие форм 2-го лица единственного числа даси́, йеси́ — от глаголов дать, есть; сочетание числительных два, три, четыре с формами именительного падежа существительных мужского рода: два мужики, три столы; употребление вопросительной частицы ти; распространение слов: чапела́ «приспособление для доставания сковороды из печи»; бура́к «свекла»; мура́шки «муравьи»; хова́ть «прятать»; ва́га, ва́жить вес «взвешивать» и т. д.

## Вопросы классификации
| Классификация: - Русский язык - Южнорусское наречие - Западные южнорусские говоры Западная группа на карте говоров южнорусского наречия (При нажатии на изображение территории какой-либо группы говоров будет осуществлён переход на соответствующую статью) |

Территория современных смоленских говоров на первой диалектологической карте русского языка, составленной в 1914 и изданной в 1915 году, располагалась большей частью в пределах северо-восточной группы говоров белорусского наречия (крайне северные и восточные районы этой группы), отчасти в пределах области переходных говоров от белорусских к южновеликорусским.
На диалектологической карте, опубликованной в издании «Народы Европейской части СССР» 1964 года, где на взятой за основу карте 1914 года отделена территория русских говоров по границе РСФСР с Белорусской и Украинской ССР, границы белорусского языка были проведены по границам Белорусской ССР, а говоры белорусского наречия (по карте 1914 года), попавшие в пределы РСФСР, выделены в Западную группу говоров и отнесены к южнорусскому наречию. При этом вне ареала Западной группы оказались районы Себежа и Невеля Псковской области (относящиеся в современном диалектном членении к смоленским говорам) и, напротив, включены в ареал районы Стародуба и Новозыбкова (относящиеся в настоящее время к среднебелорусским говорам).
Современные границы Западной группы говоров южнорусского наречия были определены К. Ф. Захаровой и В. Г. Орловой — авторами диалектологической карты русского языка 1964 (или 1965) года, созданной на основе материалов, которые были собраны для диалектологического атласа русского языка.
Западная группа является одной из двух групп южнорусского наречия (наряду с Восточной (Рязанской) группой), которые находятся полностью вне сферы взаимоналожения ареалов юго-восточной и юго-западной диалектных зон, так как Западная группа расположена в крайне западной части юго-западной зоны. В соответствии с чем на всей территории смоленских говоров отсутствуют языковые черты юго-восточной диалектной зоны, что отличает смоленские в числе остальных западных южнорусских говоров от других говоров южного наречия, причём наиболее сильно от рязанских говоров (которым неизвестны все явления юго-западной диалектной зоны). В то же время говоры Западной группы по наличию в них языковых черт южной диалектной зоны сближаются с остальными говорами южного наречия и вместе с ними противопоставляются Тульской группе, в говорах которой эти черты неизвестны. Западная группа говоров полностью охватывается ареалами всех вариантов I и II пучков изоглосс юго-западной диалектной зоны, что объединяет смоленские говоры с соседними, распространёнными к северу от них среднерусскими говорами Псковской группы и с распространёнными к востоку от них говорами южного наречия: Верхне-Днепровской группы, Верхне-Деснинской группы, межзональными говорами типа А, по меньшему числу явлений — с говорами Курско-Орловской группы и частично с западной территорией межзональных говоров типа Б (тульских, елецких и оскольских). С верхне-днепровскими, верхне-деснинскими, межзональными говорами типа А и отчасти с курско-орловскими смоленские говоры сближаются также по общности языковых явлений западной диалектной зоны, кроме того явления данной диалектной зоны разделяют все западные среднерусские и часть западных севернорусских говоров (прежде всего говоров Ладого-Тихвинской и Онежской групп). По наличию диалектных явлений периферийной территории смоленские говоры противопоставлены говорам центральной диалектной зоны, в которых отмечаются черты, сходные преимущественно с чертами русского литературного языка.
В говорах Западной группы, размещённых в приграничных районах с Белоруссией, распространены черты, свойственные в основном говорам белорусского языка, которые отражают переходный характер части смоленских говоров:
- произношение твёрдого [р] в соответствии этимологически мягкому /р’/;
- исключительное употребление сочетания [шч] в соответствии ш’ш’;
- произношение мягких /т’/, /д’/ с сильным свистящим призвуком — [ц’], [д’з’];
- употребление форм повелительного наклонения пи, би, ли (соответственно пей, бей, лей) от глаголов пить, бить, лить;
- употребление слова гуро́к (гурки́) — «огурец», «огурцы»; сочетания на ха́ту — «чердак» и т. д.

Некоторые специфические смоленские диалектные явления, характерные только для данной группы говоров, отмечаются на той или иной части, соседних с Западной группой, территорий распространения Верхне-Днепровской и Верхне-Деснинской групп говоров, а также межзональных говоров типа А.
Целый ряд изоглосс, проходящих с запада на восток примерно в районе города Смоленска, разделяют территорию Западной группы на две части — южную и северную. Как правило, явления, связанные с данными изоглоссами, относятся к другим диалектным объединениям (в том числе и к севернорусскому наречию, юго-западной, юго-восточной, северо-западной диалектным зонам и т. д.), собственные диалектные черты в ареалах к северу и к югу от Смоленска отсутствуют, поэтому для выделения подгрупп в пределах Западной группы говоров нет оснований. К особенностям южных смоленских говоров относятся некоторое расширение ареалов явлений, относящихся преимущественно к белорусскому языку, а также распространение некоторых явлений юго-восточной диалектной зоны из числа наиболее удалённых к западу изоглосс вариантов В и Г.

## Граница распространения русского и белорусского языков
Западная группа является единственной из всех групп говоров русского языка, чья территория граничит с территорией распространения говоров белорусского языка (в большей части с говорами северо-восточного диалекта, в меньшей — со среднебелорусскими говорами). На стыке ареалов Западной группы южнорусского наречия и северо-восточного белорусского диалекта пограничные говоры размещены полосой сравнительно большой протяжённости с северо-запада на юго-восток почти по всей западной границе Западной группы. На стыке с ареалом среднебелорусских говоров пограничные говоры занимают небольшой участок на крайнем юго-западе границы Западной группы в пределах Брянской области. Пограничная территория данных говоров представляет собой часть непрерывного восточнославянского диалектного континуума, характеризующегося отсутствием резких переходов и чётких границ между диалектами, в связи с чем в большинстве случаев отнесение говоров так называемой переходной зоны к тому или иному диалектному объединению бывает затруднено. Такая ситуация в значительной мере осложняет вопрос разграничения, объединённых комплексом общих языковых черт, говоров Западной группы и соседних с ними белорусских говоров. Кроме того, рассматриваемая граница представляет собой также границу русского языка (его южнорусского наречия) с белорусским языком, поэтому вопрос установления границы между говорами Западной группы и белорусскими диалектами является также вопросом установления границы между двумя восточнославянскими языками, что включает в его решение рассмотрение обширных языковых ареалов.
В отличие от неопределённой границы между русским и белорусским языками на западной части территории распространения русского языка граница между русским и украинским языками является вполне отчётливой. Граница украинского и русского языков в целом совпадает с государственной границей Украины и России (особенно по изоглоссам фонетических, морфологических и синтаксических явлений, только ареалы некоторых украинских лексических черт заходят на территорию распространения русского языка). Р. И. Аванесов связывал это с более ранним периодом размежевания тех частей восточнославянского населения (в Рязанском и Черниговском княжествах), которые впоследствии образовали русский и украинский народы. Языковые контакты восточных славян, на основе которых сложились русский и белорусский народы, были более длительными, начиная с существовавшим в прошлом противопоставлением диалектной общности Полоцкой (иногда и Турово-Пинской), Смоленской и Новгородской земель общности древнерусских территорий к востоку; продолженной затем обособлением диалектов белорусских и части русских земель в границах Великого княжества Литовского.
Лингвистическое пространство на границе русского и белорусского языков характеризуется наличием у обоих языков как близкородственных ряда общих фонетических и грамматических явлений. Кроме того ряд черт, свойственных в основном русскому языку, распространены на территории Белоруссии, а черты, типичные для белорусского языка, распространены на территории России — ареалы этих языковых черт, частично перекрывая друг друга, образуют широкую полосу переходных говоров. К языковым чертам, образующим полосу переходных русско-белорусских говоров относят:
- Языковые черты (ареалы которых связывают части территорий обоих языков), являющиеся диалектными в одном из языков (в русском или белорусском) и литературными в другом языке. Например, ареал употребления мягкой согласной /р’/, характерной для русского литературного языка, распространяется также на территории белорусского языка, в котором данная черта является диалектной (черта северо-восточного диалекта); отсутствие чередования заднеязычных и свистящих на стыке основы и окончания существительных I склонения в форме дательного и предложного падежах единственного числа (ру[к]а́ — ру[к]е́, но[г]а́ — но[г]е́, бло[х]а́ — бло[х]е́), присущее русскому языку в целом, известно и в северных белорусских говорах (в остальном ареале белорусского языка — ру[ц]е́, на[з]е́, бла[с]е́). Употребление фонемы /в/, чередующейся с /w/ или /ў/ в конце слова и слога, характерное для белорусского языка в целом, распространено также на значительной части территории русского языка и является для него диалектным (черта юго-западной диалектной зоны и Вологодской группы говоров); произношение только твёрдых губных согласных в конце слова (го́лу[п], любо́[ф] и т. п.), свойственное белорусскому языку, распространено также в севернорусском наречии, западных среднерусских и других говорах и т. д.
- Языковые черты (ареалы которых связывают части территорий обоих языков), являющиеся и в русском, и в белорусском языках диалектными. Например, диссимилятивное яканье жиздринского (или белорусского типа), лабиализация гласного /о/ во втором предударном слоге (б[у]лтуно́в, п[у]боле́л и т. п.), распространение словоформы свекро́ва и т. д. известны в восточной части территории белорусского языка и в западной части территории русского языков.

В «Опыте диалектологической карты русского языка в Европе» 1915 года языковые черты такого рода, прежде всего частично распространённые в великорусских наречиях и свойственные белорусскому наречию в целом, считались чертами белорусского наречия, на основании чего значительная часть говоров к востоку от Смоленска была отнесена к белорусским, говоры к югу от Пскова были определены как средневеликорусские говоры с белорусским наслоением, а говоры к востоку от Рославля определялись как говоры, переходные от белорусских к южновеликорусским.
В связи с тем, что отнесение говоров из переходной русско-белорусской полосы к тому или иному языку как правило затруднено, при картографировании говоров для создания диалектологических атласов русского и белорусского языка было принято решение границы территории обследования провести по границам Белорусской ССР с РСФСР. При составлении же диалектологической карты русского языка был учтён фактор влияния русского и белорусского литературных языков при несовпадении государственных и языковых границ на говоры, размещённые на территориях соответственно России и Белоруссии, когда одна часть бывших Полоцких и Смоленских земель оказалась в сфере влияния русского языка, а другая — в сфере влияния белорусского. Так, например, на территории Белоруссии наблюдаются тенденции замены диалектного диссимилятивного яканья литературным сильным яканьем; на территории России диалектное диссимилятивное яканье заменяется литературным иканьем. Произношение сочетания -ый, -ий под ударением в случаях типа мыйу, пий в говорах Белоруссии на границе с Россией устойчиво сохраняется, а в говорах России произношение мыйу, пий сосуществует с произношением мо́йу, пой и постепенно вытесняется из речи носителей переходных русско-белорусских говоров на территории России. Таким образом с синхронной точки зрения за время существования национальных языков одни и те же черты на смежной территории Белоруссии и России стали компонентами разных языковых систем — белорусской и русской, и потому не могут считаться чертами, характерными преимущественно для одного из этих языков. На основании чего авторами диалектного членения русского языка 1964 года была проведена граница между белорусским и русским языком (а следовательно, и граница Западной группы говоров) по линии государственной границы. Тем не менее по усилению распространения ряда явлений, характерных для белорусского языка в целом, говоры Западной Брянщины (среднебелорусские с чертами переходности к южнорусскому наречию) были отнесены к белорусскому языку. Кроме того особо отмечается наличие типично белорусских черт в узкой полосе вдоль границы Белоруссии с Западной Смоленщиной.
По мнению В. Г. Орловой, занимавшейся изучением говоров русско-белорусского пограничья, общие явления двух языков, характеризующие говоры территорий взаимопроникновения этих явлений, «не могут быть использованы при определении границы между этими языками».
А Л. Л. Касаткин отмечал, что при разграничении говоров двух языков — русского и белорусского — может быть использован такой экстралингвистический фактор, как этническое самосознание носителей переходных говоров.

## Область распространения
Западная группа говоров размещается в юго-западной части ареала распространения русских диалектов раннего формирования на территории западной части Смоленской области, центральной части Брянской области (в районах Унечи и Трубчевска) и крайне южной части Псковской области (в районах Себежа и Невеля).
Границы Западной группы на севере совпадают с границей южнорусского наречия; на востоке границы группы проходят по линии Дорогобуж — Ельня — Рославль — Трубчевск; на западе граница данной группы идёт вдоль государственной границы России с Белоруссией (исключая западную часть Брянской области).
С севера говоры Западной группы граничат с говорами Псковской группы, с северо-востока и востока — с говорами Верхне-Днепровской группы, с юго-востока — с говорами Верхне-Деснинской группы. На крайнем юге граница смоленских говоров на небольшом участке совпадает с государственной границей России и Украины. На северо-западе и западе к смоленским говорам примыкает ареал северо-восточного диалекта белорусского языка, а на юго-востоке — ареал среднебелорусских говоров.

## Особенности говоров
Языковой комплекс, характерный для Западной группы, состоит из диалектных явлений южного наречия, южной, западной и юго-западной диалектных зон, а также из присущих только Западной группе местных специфических диалектных явлений, отмечаемых на всей или большей части территории распространения данных говоров.

### Южнорусские диалектные черты
К числу южнорусских черт относят такие основные диалектные черты, как:
1. Аканье (неразличение гласных неверхнего подъёма после твёрдых согласных): д[ъ]ма́ (дома), к[ъ]са́ (коса), п[а]ро́г (порог), м[ъ]локо́ (молоко), м[ъ]лова́т (маловат), го́р[а]д или го́р[ъ]д (город), на́д[а] или на́д[ъ] (надо), выд[а]л или выд[ъ]л (выдал) и т. п., особенностью смоленских говоров является распространение аканья диссимилятивного типа[39][40][41]. При диссимилятивном аканье, распространённом в говорах юго-западной диалектной зоны, гласные /о/ и /а/ в первом предударном слоге совпадают в разных гласных ([а] или [ъ]) в зависимости от того, какой гласный находится под ударением: перед ударным гласным нижнего подъёма [а] всегда произносится гласный среднего подъёма [ъ]; перед ударными гласными верхнего подъёма [и], [у] всегда произносится [a]: в[а]ды́, в[а]ди́чка, под в[а]до́й, по в[а]де́, но в[ъ]дá[42][43]. В говорах Западной группы распространена такая разновидность диссимилятивного аканья, выделяемая в зависимости от ударного гласного, выступающего на месте фонем средне-верхнего подъёма /ê/ и /ô/ и среднего подъёма /е/ и /о/, как жиздринское, или белорусское, аканье[44], при котором гласный [а] произносится перед всеми гласными средне-верхнего и среднего подъёмов: к с[а]вế, к тр[а]вế, с[а]вốй, тр[а]вốй, л[а]мте́й, л[а]пте́й, н[а]со́к, пл[а]то́к. Диссимилятивному аканью противопоставляется сильное аканье, распространённое в рязанских, тульских и елецких говорах южного наречия, а также в западных и восточных среднерусских акающих говорах, при котором гласные /о/ и /а/ совпадают в первом предударном слоге после парных твёрдых согласных в гласном [а] вне зависимости от гласного под ударением: в[а]дá, в[а]ды́, в[а]ди́чка, под в[а]до́й, по в[а]де́ и т. п.[45].
2. Наличие звонкой задненёбной фонемы фрикативного типа /ү/ и её чередование с /х/ в конце слова и слога: но[ү]а́ — но[х] «нога» — «ног», бер’о[ү]у́с’ — бер’о́[х]с’а «берегусь» — «берёгся» и т. п.[46][47][48].
3. Произношение в интервокальном положении /j/, отсутствие ассимиляции и стяжения в возникающих при этом сочетаниях гласных: дêл[аjе]т, зн[аjе]т, ум[е́jе]т, нов[а́jа], нов[у́jу] и т. п.[6][49].
4. Отсутствие ассимиляции по назальности бм > мм: о[бм]а́н, о[бм]е́р’ал и т. п. Данное явление известно только говорам, распространённым южнее Смоленска, в остальных говорах Западной группы отмечается сочетание мм в соответствие бм[50][51][52].
5. Окончание -е в форме родительного падежа единственного числа у существительных женского рода с окончанием -а и твёрдой основой: у жен[е́] (у жены), со стен[е́] (со стены) и т. п.
6. Различение форм дательного и творительного падежей существительных и прилагательных множественного числа: за но́выми дома́ми, к но́вым дома́м; с пусты́ми в’о́драми, к пусты́м в’о́драм. Севернорусский ареал неразличения данных форм существительных захватывет часть говоров Западной группы на территории Псковской области[53].
7. Мягкое окончание -т’ при его наличии у глаголов в форме 3-го лица единственного и множественного числа настоящего времени: носи́[т'], нос’а́[т']; ре́же[т'], ре́жу[т'] и т. п.[54].
8. Совпадение безударных окончаний 3-го лица множественного числа глаголов I и II спряжения настоящего времени: дела́й[у]т, пи́ш[у]т — ды́ш[у]т, но́с’[у]т[55].
9. Распространение слов: зе́лени, зеленя́, зе́ль (всходы ржи); паха́ть[56]; лю́лька (подвешиваемая к потолку колыбель)[57]; коре́ц, ко́рчик (в значении ковш); дежа́, де́жка (посуда для приготовления теста)[58]; гре́бовать (в значении брезговать); слова с корнем чап (цап) для обозначения приспособления для вынимания сковороды из печи[5] и другие слова и диалектные черты.

### Черты западной диалектной зоны
Территория Западой группы говоров входит в южную часть ареала западной диалектной зоны и разделяет все её диалектные черты, свойственные также обширной западной части территории распространения русских говоров (южнорусских, среднерусских и севернорусских) и отчасти свойственные белорусским и украинским говорам (прежде всего граничащим с западнорусскими). К числу черт данной диалектной зоны относят:
1. Распространение прилагательных с ударением на первом слоге: седьмой ([с’о́]мой) и шестой ([шо́]стой).
2. Распространение личных местоимений 3-го лица с начальным j: [йо]н, [йо]на́, [йо]но́, [йо]ны́ ([йа]ны́, [йе]ны́)[5].
3. Наличие местоимения 3-го лица множественного числа он[ы́], йон[ы́], йан[ы́], йен[ы́].
4. Наличие /j/ в основе в формах указательных местоимений: т[а́йа] (та) — т[у́йу] (ту), т[о́йе] (то), т[ы́йи] (те)[63].
5. Образование существительных при помощи суффикса -ак: сêд[а́к] (седок), ход[а́к] (ходок) и т. п.[5]
6. Распространение конструкции с предлогом с или з в случаях типа прие́хал з го́рода, вы́лез с я́мы в соответствии с предлогом из[5] и другие диалектные черты.

### Черты юго-западной диалектной зоны
Юго-западная группа говоров является частью юго-западного ареала территории распространения русских говоров раннего формирования, объединяющего ряд южнорусских и среднерусских говоров большим числом общих черт — данные черты образуют юго-западную диалектную зону, выделяемую двумя пучками изоглосс.
К языковым чертам I пучка изоглосс относят: диссимилятивное аканье; наличие гласного в позиции первого предударного слога перед начальным сочетанием сонорного с последующим согласным; употребление протетического согласного в перед начальными гласными о и у и другие языковые черты.
К языковым чертам II пучка изоглосс относят: лабиализацию гласных а и о в первом предударном слоге; наличие ударения на основе в формах родительного падежа единственного числа прилагательных и указательного местоимения женского рода на -е́й и другие языковые черты.

### Черты южной диалектной зоны
Область распространения Западной группы говоров включена в ареал южной диалектной зоны, в связи с чем ряд общих языковых явлений объединяют смоленские с другими южнорусскими говорами за исключением не охватываемых ареалом данной диалектной зоны говоров Тульской группы. 

Языковые черты южной диалектной зоны группируются в два пучка изоглосс.
К языковым чертам I пучка изоглосс относят: наличие различных типов или разновидностей яканья, связанных с диссимилятивностью (чисто диссимилятивные, а также переходные — умеренно-диссимилятивные, ассимилятивно-диссимилятивные и диссимилятивно-умеренные), в частности, для смоленских говоров характерен чисто диссимилятивный тип яканья; произношение слова молния как моло[н’йа́], моло[дн’а́] и слова высокий с мягким в’ ([ви]со́кой); распространение глагольной парадигмы I спряжения с преимущественным произношением тематического гласного е под ударением: нес[е́]ш, нес[е́]т, нес'[о́]м, нес[е́]те и т. п.
К языковым чертам II пучка изоглосс относят: произношение слов дыра, дырявый с мягким начальным согласным д’: [ди]ра́, [ди]р’а́вой; распространение окончания -ого у прилагательных и местоимений в форме родительного падежа единственного числа мужского рода: но́вого, мойего́ и т. п.; наличие местоимения 3-го лица женского рода в винительном падеже единственного числа йейе́ и другие языковые черты.

### Местные диалектные черты
К местным диалектным чертам Западной группы говоров относятся следующие фонетические, грамматические и лексические явления, отмеченные в работе К. Ф. Захаровой и В. Г. Орловой «Диалектное членение русского языка»:

#### Фонетика
1. Диссимилятивное яканье жиздринского типа.
2. Случаи лабиализации гласных /о/ и /а/ во втором предударном слоге: б[у]лтуно́в, п[у]боле́л, пр[у]вали́лс’а и т. п. Данное явление известно и в говорах Верхне-Днепровской группы.
3. Случаи произношения гласных у или ъ, а в соответствии фонеме /и/ в следующих словах: ш[у]ро́кий, ж[у]во́т (ж[ъ]во́т, ж[а]во́т), б[ъ]ла́, б[а]ла́ и т. п. Подобное произношение отмечается также в верхне-днепровских говорах.
4. Произношение с мягкими согласными н’, с’ слов с суффиксом -ск: же́[н’ск]ий, же́[н’с’к]ий, ру́[с’ск]ий и т. п.
5. Различение двух твёрдых (или полумягких) аффрикат ч и ц. Данное явление распространено на более обширной территории — в северо-западной диалектной зоне.
6. Морфологически и лексически ограниченные случаи чередования [л]/[ў] в соответствии с фонемой /л/: да[л]а́ — да[ў], во[ў]к.

#### Морфология
1. Наличие окончания -и (-ы) у существительных мужского рода с основой на мягкий согласный и ц в форме предложного падежа единственного числа: на кон[и́], на кра[и́], на конц[ы́] и т. п. Данное явление распространено непоследовательно и встречается не во всех говорах Западной группы.
2. Распространение словоформы свекро́ва — именительный падеж единственного числа.
3. Окончанием -и (-ы) под ударением у существительных в форме именительного падежа множественного числа: город[ы́], брат[ы́], лес[ы́] и т. п.
4. Распространение слов — названий ягод, образованных с суффиксом -иц-: брусни́ца, земл’ани́ца и т. п.
5. Наличие форм именительного падежа единственного числа прилагательных мужского рода с окончаниями -ый, -ей под ударением без смягчения предшествующего, парного по твёрдости и мягкости, согласного основы: молод[ы́й], молод[э́й], а также после заднеязычных согласных со смягчением и без смягчения основы: пло[хэ́]й, пло[хе́]й, реже пло[хы́]й.
6. Распространение форм сравнительной степени прилагательных со вторичными суффиксами -ейе, -ей: ме́н/ейе/, ме́н[ей], ме́н’ш[ей], то́н[ейе], то́н[ей], то́н’ш[ей], бо́л[ейе], бо́л[ей], бо́л’ш[ей] и т. п.
7. Форма указательного местоимения тот в именительном падеже единственного числа мужского рода — тэй.
8. Распространение парадигмы глагола мочь с обобщением заднеязычного согласного в основе: мо[г]у́, мо[г]е́ш, мо[г’]о́ш, мо[г]у́т, или мо[г]у́, мо[г]е́ш, мо[г’]о́ш, мо́[г]ут, или мо[г]у́, мо́[г]еш, мо́[г]ут. Подобные парадигмы глагола мочь известны и в говорах Верхне-Днепровской группы.

#### Лексика
Распространение следующих слов: ви́лки, ви́лы «ухват»; чапела́ «приспособление для доставания сковороды из печи»; ла́пик, ла́пка, ла́пина «заплата»; ла́пить «класть заплаты»; кут «красный угол или любой угол в избе»; бура́к «свекла» и т. д.

#### Северные говоры Западной группы
Северные говоры Западной группы размещены к северу от города Смоленска, для них характерно распространение диалектных черт северной локализации (северного наречия в целом и северо-западной диалектной зоны), черт соседних Псковской и Верхне-Днепровской групп говоров, неизвестных говорам южной части группы.
Особенностями говоров северной части Западной группы являются: возможность редукции гласного у и совпадение его с ъ в заударных слогах: о́к[ъ]н’, го́л[ъ]б, за́м[ъ]жом и т. п. (данная черта известна также говорам Псковской и Верхне-Днепровской групп); произношение удвоенных согласных нн и мм в соответствии сочетаниям дн и бм (черты, в основном присущие северо-западной зоне и северному наречию); распространение из числа характерных для юго-западной зоны слов, в которых отсутствует изменение находящегося под ударением е в о перед шипящими, только [де́]шево, о[де́]жа, [ле́]жа; севернорусское склонение по типу слов мужского рода существительных де́душка, мальчи́шка; формы творительного падежа единственного числа существительных женского рода на мягкий согласный, образованные по типу продуктивного склонения: гр’а́з[ей], гр’а́з’[йей] и гр’а́з’[уй], гр’а́з’[йуй] и т п. (данные формы известны также говорам Псковской и Верхне-Днепровской групп); распространение форм 2-го лица единственного числа возвратных глаголов с окончанием -с’т’а: мойес’т’а и другие диалектные черты.

#### Южные говоры Западной группы
Говоры южной части Западной группы распространены к югу от Смоленска, они отличаются от северных отсутствием черт северной локализации, особенностями в размещении черт юго=западной диалектной зоны и наличием некоторых черт юго-восточной диалектной зоны и соседней Верхне-Деснинской группы, неизвестных в северной части Западной группы. Кроме того для южного ареала смоленских говоров характерно некоторое расширение ареалов явлений, присущих белорусскому языку в целом.
Особенностями говоров южной части Западной группы являются: произношение слов меньше, раньше, тоньше с твёрдым н: ме́[н]ше, ра́[н]ше, то́[н]ше; распространение, как и в говорах Верхне-Деснинской группы и в межзональных говорах типа А, из числа характерных для юго-западной зоны слов, в которых отсутствует изменение находящегося под ударением е в о перед шипящими, только слова ле[пе́]шка; произношение слова молния как моло[дн’а́] (данная черта характерна также для говоров Верхне-Деснинской группы); распространение двусложного окончания творительного падежа единственного числа у прилагательных женского рода: бол’шо́йу, но́войу и т. п. (данная черта известна также в говорах Верхне-Деснинской группы и межзональных типа А); употребление формы предложного падежа множественного числа в сочетании с предлогом по в значении дательного падежа: по дома́х и другие языковые черты.